# Aleksandra Ełbakian
Aleksandra Asanowna Ełbakian (ros. Алекса́ндра Аса́новна Элбакя́н; ur. 6 listopada 1988 w Ałmaty) – kazachska programistka, założycielka strony internetowej Sci-Hub, dającej naukowcom z całego świata swobodny dostęp do artykułów naukowych bez względu na prawa autorskie, jakimi są objęte.

## Życiorys
Aleksanda Ełbakian urodziła się 6 listopada 1988 roku w mieście Ałmaty. Studia podjęła w Astanie, gdzie rozwijała swoje umiejętności hakerskie. W 2009 roku uzyskała tytuł bakałarza na Kazachskim Państwowym Uniwersytecie Technicznym w dziedzinie informatyki ze specjalizacją polityki bezpieczeństwa informacji. Przez rok pracowała w dziedzinie bezpieczeństwa teleinformatycznego w Moskwie. Dzięki zarobionym tak pieniądzom zdołała wyjechać w 2010 roku do Fryburga, gdzie podjęła pracę nad projektem dotyczącym interfejsu mózg-komputer, a także rozwinęła swoje zainteresowanie transhumanizmem. Podjęty wysiłek pozwolił jej na wyjazd w ramach letniego stażu do Georgia Institute of Technology, gdzie studiowała „nauki o mózgu i świadomości”.
Prace nad stroną Sci-Hub rozpoczęła po powrocie do Kazachstanu w 2011 roku. Po procesie wniesionym w USA przez wydawcę Elsevier Aleksandra Ełbakian pozostaje w ukryciu ze względu na ryzyko ekstradycji. Według wywiadu z 2016 roku jej badania neurologiczne są aktualnie zawieszone. Została jednak przyjęta na studia związane z historią nauki na „małej prywatnej uczelni” w nieznanym miejscu. Jej praca skupia się na komunikacji naukowej. W grudniu 2016 roku czasopismo naukowe „Nature” określiło Aleksandrę Ełbakian jako jedną z 10 najbardziej znaczących osób 2016 roku.
Przez dziennikarkę Kate Murphy z The New York Times Aleksandra Ełbakian została porównana do Edwarda Snowdena, co miałoby mieć związek z unikaniem amerykańskiego prawa poprzez rezydowanie w Rosji. David Kravets, w artykule zamieszczonym na stronie Ars Technica, porównał zaś programistkę do Aarona Swartza.